# Noszlop, Veszprém
Noszlop  este un sat în districtul Devecser, județul Veszprém, Ungaria, având o populație de 1.043 de locuitori (2011). 

## Demografie
Componența etnică a satului Noszlop
     Maghiari (95,97%)
     Romi (2,83%)
     Germani (1,2%)
Componența confesională a satului Noszlop
     Romano-catolici (55,61%)
     Reformați (13,52%)
     Fără religie (6,9%)
     Luterani (3,07%)
     Necunoscută (20,13%)
     Atei (0,77%)
Conform recensământului din 2011, satul Noszlop avea 1.043 de locuitori. Din punct de vedere etnic, majoritatea locuitorilor (95,97%) erau maghiari, existând și minorități de romi (2,83%) și germani (1,2%).  Din punct de vedere confesional, majoritatea locuitorilor (55,61%) erau romano-catolici, existând și minorități de reformați (13,52%), persoane fără religie (6,9%) și luterani (3,07%). Pentru 20,13% din locuitori nu este cunoscută apartenența confesională.